# Park Narodowy Gór Stołowych
Park Narodowy Gór Stołowych – jeden z 23 parków narodowych na terenie Polski, utworzony 16 września 1993. Znajduje się w województwie dolnośląskim.

## Położenie
Park jest położony na terenie Sudetów Środkowych na północnym zachodzie ziemi kłodzkiej, przy granicy polsko‐czeskiej. Górami Stołowymi nazywana jest znajdująca się na terytorium Polski południowo‐zachodnia część rozległej, piaskowcowej płyty wypełniającej Nieckę Śródsudecką, pomiędzy Karkonoszami, a Górami Bystrzyckimi i Orlickimi. Czeski jej fragment nosi nazwę Broumovská vrchovina i również objęty jest ochroną. Najdalej wysunięta na północny zachód część po polskiej stronie nosi nazwę Zaworów.

## Historia
Praktycznie już w momencie powołania Stołowogórskiego Parku Krajobrazowego środowiska związane z ochroną przyrody zdawały sobie sprawę, że status parku krajobrazowego nie daje pełnej gwarancji ochrony unikalnych walorów Gór Stołowych. Szczególnie wysokie zagrożenie dla wartości przyrodniczych tego obszaru upatrywano ze strony urbanizujących się i uprzemysłowiających uzdrowisk: Dusznik i Kudowy, a także niekontrolowanego naporu turystyki masowej. We wrześniu 1983 r. Urząd Wojewódzki w Wałbrzychu, Wojewódzki Komitet Ochrony Przyrody i Zarząd Oddziału Wojewódzkiego LOP zorganizowały w Radkowie sesję naukową na temat utworzenia parku narodowego w Górach Stołowych. Po wysłuchaniu referatów oraz wycieczce terenowej podjęta została uchwała o potrzebie powołania Stołowogórskiego Parku Narodowego.
Kolejna sesja naukowa na ten temat zorganizowana została w Radkowie przez Wojewódzki Komitet Ochrony Przyrody i zarząd Wojewódzki PTTK w Wałbrzychu w czerwcu 1984 r. W wyniku dyskusji referatów i oględzin terenu przyjęto, że obszar parku powinien objąć ok. 6 tys. ha najcenniejszych przyrodniczo terenów, w tym wszystkie rezerwaty przyrody tego rejonu, zarówno istniejące (wówczas były to: Szczeliniec Wielki, Błędne Skały i Wielkie Torfowisko Batorowskie) jak i projektowane w tym czasie (Skałki Łężyckie, Rogowa Kopa, Wrota Pośny i Buczyna nad Wambierzycami). Pozostałe cenne tereny i obiekty geomorfologiczne powinny się znaleźć w granicach otuliny parku. Ustalenia te stały się później punktem wyjściowym do kilkuletnich prac, które zaowocowały utworzeniem Parku Narodowego Gór Stołowych.
Park utworzono rozporządzeniem Rady Ministrów z dnia 16 września 1993 roku. Zajmuje obszar ok. 63 km² wierzchowinowej partii Gór Stołowych z najwyższymi wzniesieniami – Szczelińcem Wielkim (919 m n.p.m.) i Skalniakiem (915 m n.p.m.). W granicach Parku znajduje się też południowo‐zachodnia część Gór Stołowych, zbudowana ze skał magmowych – granodiorytów (Krucza Kopa). Poza jego granicami znajduje się niewielka, najniższa, południowo‐wschodnia część Gór Stołowych oraz dwie enklawy obejmujące rejon Karłowa oraz kopalni piaskowca Radków. W otulinie parku znajdują się popularne uzdrowiska: Polanica-Zdrój, Duszniki-Zdrój, Lewin Kłodzki i Kudowa-Zdrój.

## Krajobraz i budowa geologiczna

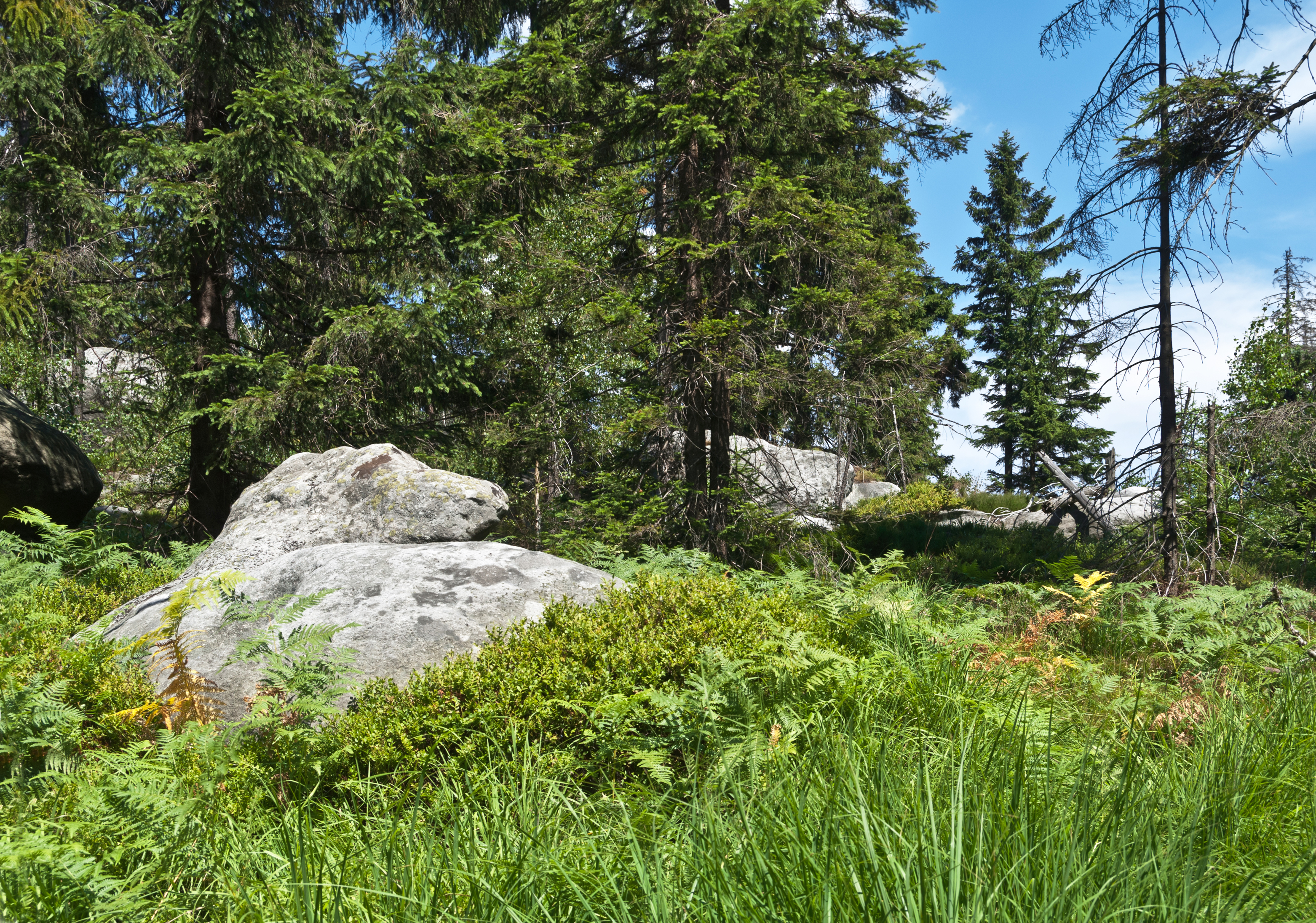
Typowy krajobraz Gór Stołowych

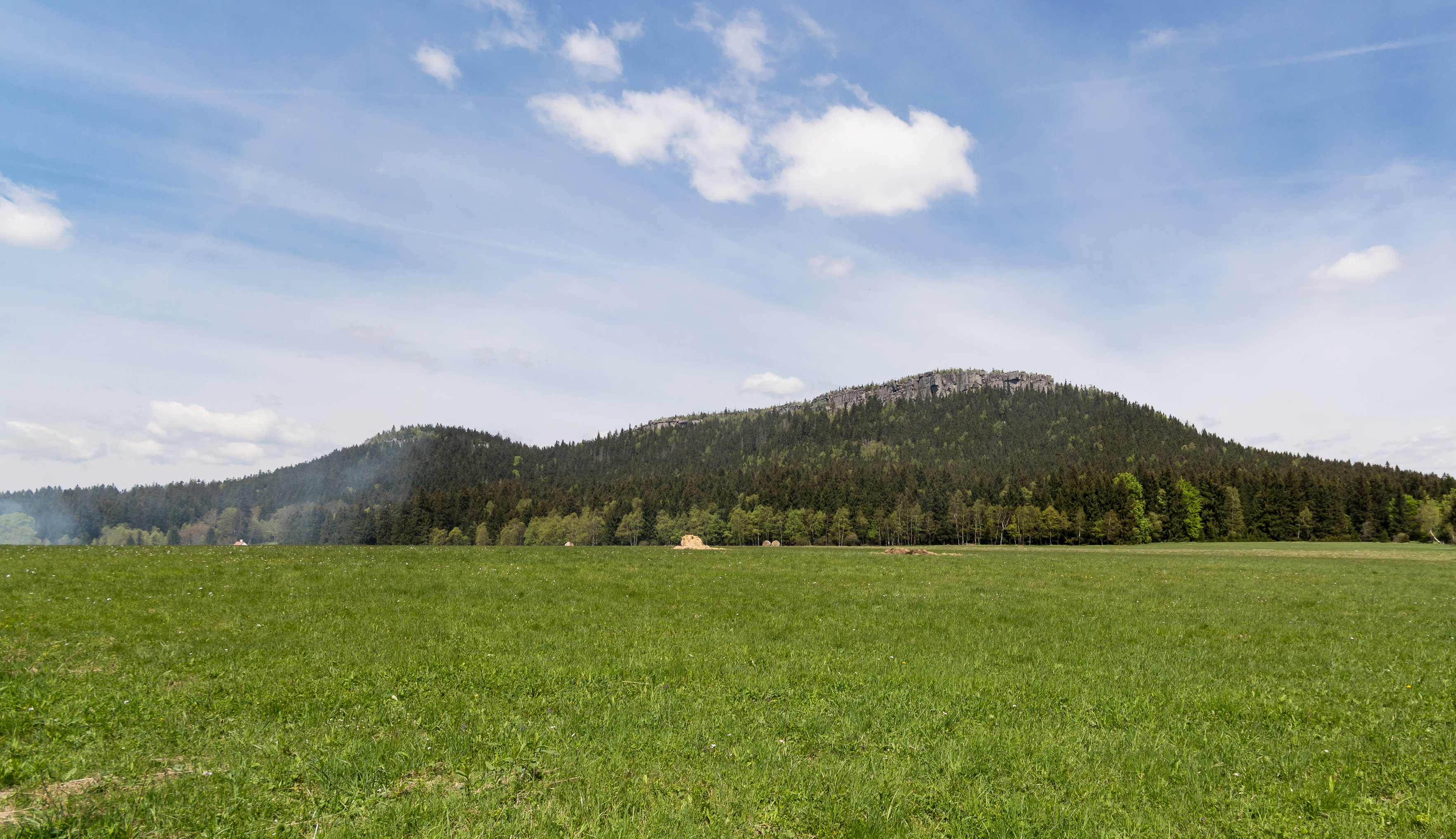
Szczeliniec Wielki

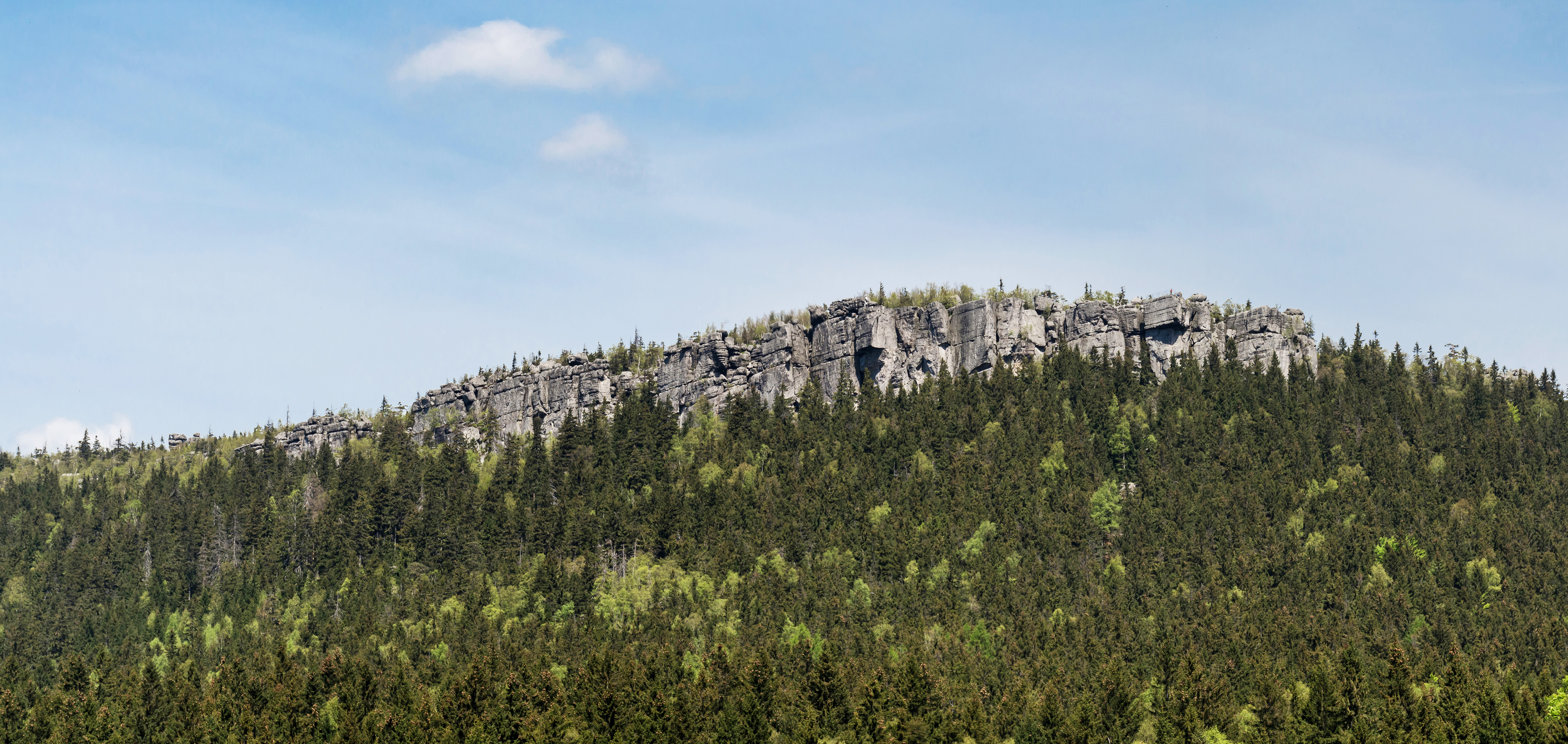
Szczyt Szczelińca Wielkiego

Nazwa Góry Stołowe odzwierciedla ich krajobraz, którego charakterystycznymi elementami są rozległe płaszczyzny zrównań i wznoszące się nad nimi, urwistymi ścianami, płaskie stoliwa skalnych bastionów. Unikalna rzeźba, wzbogacona dużym nagromadzeniem rozmaitych form erozji piaskowców w postaci głębokich szczelin, labiryntów i blokowisk skalnych, czy pojedynczych skałek o niespotykanych kształtach, czyni Góry Stołowe wyjątkowymi w skali Polski. Rzeźba ta jest odzwierciedleniem płytowej budowy geologicznej związanej z osadowym pochodzeniem tworzących je skał.
W epoce późnej kredy, czyli przed około 100 mln lat, teren dzisiejszych gór stanowił fragment wielkiego morza. Spływające z przylegających obszarów lądowych rzeki nanosiły materiał zwietrzelinowy, który osadzał się na jego dnie. W rezultacie utworzyły się trzy poziomy piaskowców: dolny, środkowy i górny, powstałe z gruboziarnistych osadów przedzielonych drobnoziarnistymi marglami. Piaskowce te zalegają prawie poziomo, a od licznych pionowych spękań noszą nazwę ciosowych. Skały margliste w południowo-zachodniej części gór łączą się w jeden kompleks o znacznej miąższości. Współczesny wygląd gór po ustąpieniu morza, ukształtowały dziesiątki milionów lat erozji płyty osadowej i ruchy piętrzące w czasie orogenezy alpejskiej.

## Fauna
Ichtiofauna jest uboga, tak gatunkowo, jak i liczebnie, autochtoniczne dla tego obszaru są tylko cztery gatunki: najliczniejszy pstrąg potokowy i bardzo rzadko spotykany: głowacz pręgopłetwy, głowacz białopłetwy oraz minóg strumieniowy. Trzy ostatnie występują głównie w otulinie parku.  Ponadto w zbiorniku zaporowym na Czerwonej Wodzie stwierdzono pięć gatunków, które zasiedliły ten akwen dzięki zarybieniu: krąp, lin, okoń pospolity oraz płoć, a także introdukowany karaś srebrzysty. Jeden raz stwierdzono także kiełbia w strumieniu Cicha, jest to gatunek obcy dla tego terenu, sztucznie wprowadzony.  
W rozległych, zwartych kompleksach leśnych na terenie Parku Narodowego Gór Stołowych pospolicie występuje jeleń, dzik, sarna, lis rudy, wiewiórka (czarnej i rudej odmiany) oraz drobne gryzonie. Trudniejsze do zauważenia – głównie ze względu na nocny tryb życia – są należące do łasicowatych: borsuk europejski, kuna leśna, tchórz, łasica pospolita i gronostaj europejski. Ze ssaków owadożernych częsty jest jeż, a rzadkie ryjówka malutka i typowa dla obszarów górskich ryjówka górska. W charakterystycznym dla Gór Stołowych środowisku spękań i szczelin skał piaskowcowych bytują nietoperze. Cennym elementem fauny ssaków są nadrzewne, głównie nocne gryzonie, zamieszkujące przede wszystkim fragmenty lasów liściastych i mieszanych: orzesznica, bardzo rzadka popielica oraz koszatka leśna. Na polsko-czeskiej granicy swoją ostoję ma muflon – sprowadzony z Korsyki i zaaklimatyzowany w Sudetach gatunek górskiej owcy.

## Turystyka
PN Gór Stołowych jest jednym z najłatwiej dostępnych i najliczniej odwiedzanych parków narodowych w Polsce. Według danych z liczników systemu monitoringu w 2023 r. odwiedziła go rekordowa ilość gości, tj. 1 322 tys. osób. W stosunku do roku poprzedniego (2022) daje to wzrost o ok. 1,5 %. Największą popularnością cieszy się tradycyjnie Szczeliniec Wielki, który w 2023 r. odwiedziło blisko 350 tys. turystów.

## Plany powiększenia
Istnieją plany poszerzenia granic parku narodowego o cenne przyrodniczo tereny przyległe do obecnych granic parku w okolicy Jakubowic, Gołaczowa oraz Łężyc, a także o tereny głównie w zarządzie Lasów Państwowych w obrębie gminy Szczytna o łącznej powierzchni 1651,4358 ha.